# Basquetebol em cadeira de rodas nos Jogos Para-Sul-Americanos de 2014 - Masculino
O torneio masculino de basquetebol em cadeira de rodas nos Jogos Para Sul-Americanos de 2014 foi disputado entre os dias 25 e 30 de março no Ginásio Poliesportivo do Estádio Nacional, em Santiago.
6 seleções participaram do torneio masculino. As equipes se enfrentaram todas entre sí dentro de um grupo único uma única vez, os dois melhores colocados disputavam a final, os dois seguintes, a medalha de bronze.
Brasil e Argentina terminaram nos primeiros lugares na fase inicial, na final a Argentina levou a melhor ao bater o Brasil por 55 a 47 e levou o ouro. A Colômbia levou o bronze ao derrotar a Venezuela na decisão pelo bronze.

## Equipas qualificadas
| - Argentina - Brasil | - Chile - Colômbia | - Uruguai - Venezuela |

## Primeira fase
Todos as partidas seguem o horário de Santiago (UTC-4).

### Fase de grupo
| Times     | Pts | J | V | D | PF  | PC  | S    |
| --------- | --- | - | - | - | --- | --- | ---- |
| Brasil    | 10  | 5 | 0 | 0 | 407 | 229 | +178 |
| Argentina | 8   | 4 | 0 | 1 | 330 | 189 | +141 |
| Colômbia  | 6   | 3 | 0 | 2 | 363 | 242 | +121 |
| Venezuela | 4   | 2 | 0 | 3 | 280 | 307 | -27  |
| Uruguai   | 2   | 1 | 0 | 4 | 186 | 337 | -151 |
| Chile     | 0   | 0 | 0 | 5 | 163 | 377 | -214 |

|  | Avançam à disputa pelo ouro   |
|  | Avançam à disputa pelo bronze |
|  | Eliminados                    |

| 25 de março de 2014 14:00 | Relatório | Brasil                | 71–70 | Colômbia               |  | Ginásio Poliesportivo do Estádio Nacional, Santiago Árbitros: M. Quintana |  |
| 25 de março de 2014 14:00 | Relatório | Pts: Eric da Silva 18 |       | Pts: Jhon Hernández 27 |  | Ginásio Poliesportivo do Estádio Nacional, Santiago Árbitros: M. Quintana |  |

| 25 de março de 2014 16:00 | Relatório | Venezuela              | 25–61 | Argentina              |  | Ginásio Poliesportivo do Estádio Nacional, Santiago Árbitros: K. Molina |  |
| 25 de março de 2014 16:00 | Relatório | Pts: Felipe Aracort 13 |       | Pts: Carlos Esteche 21 |  | Ginásio Poliesportivo do Estádio Nacional, Santiago Árbitros: K. Molina |  |

| 25 de março de 2014 18:00 | Relatório | Chile                     | 56–60 | Uruguai                 |  | Ginásio Poliesportivo do Estádio Nacional, Santiago Árbitros: J. Oseguera |  |
| 25 de março de 2014 18:00 | Relatório | Pts: Guillermo Ramírez 21 |       | Pts: Daniel Martínez 22 |  | Ginásio Poliesportivo do Estádio Nacional, Santiago Árbitros: J. Oseguera |  |

| 26 de março de 2014 10:00 | Relatório | Colômbia                                    | 74–49 | Venezuela                                |  | Ginásio Poliesportivo do Estádio Nacional, Santiago Árbitros: J. Oseguera |  |
| 26 de março de 2014 10:00 | Relatório | Placar por quarto: 17-12, 17-8, 22-7, 16-22 |       |                                          |  | Ginásio Poliesportivo do Estádio Nacional, Santiago Árbitros: J. Oseguera |  |
| 26 de março de 2014 10:00 | Relatório | Pts: Rodney Hawkins 22                      |       | Pts: Felipe Aracort, Nelson Solorzano 16 |  | Ginásio Poliesportivo do Estádio Nacional, Santiago Árbitros: J. Oseguera |  |

| 26 de março de 2014 12:00 | Relatório | Uruguai                                   | 23–109 | Brasil                   |  | Ginásio Poliesportivo do Estádio Nacional, Santiago Árbitros: M. Quintana |  |
| 26 de março de 2014 12:00 | Relatório | Placar por quarto: 7-28, 7-22, 2-31, 7-28 |        |                          |  | Ginásio Poliesportivo do Estádio Nacional, Santiago Árbitros: M. Quintana |  |
| 26 de março de 2014 12:00 | Relatório | Pts: Daniel Martínez 7                    |        | Pts: Luciano da Silva 24 |  | Ginásio Poliesportivo do Estádio Nacional, Santiago Árbitros: M. Quintana |  |

| 26 de março de 2014 14:00 | Relatório | Argentina                                 | 82–19 | Chile                    |  | Ginásio Poliesportivo do Estádio Nacional, Santiago Árbitros: K. Molina |  |
| 26 de março de 2014 14:00 | Relatório | Placar por quarto: 16-8, 23-2, 21-4, 22-5 |       |                          |  | Ginásio Poliesportivo do Estádio Nacional, Santiago Árbitros: K. Molina |  |
| 26 de março de 2014 14:00 | Relatório | Pts: Cristián Gómez 17                    |       | Pts: Guillermo Ramírez 6 |  | Ginásio Poliesportivo do Estádio Nacional, Santiago Árbitros: K. Molina |  |

| 27 de março de 2014 14:00 | Relatório | Argentina                                   | 59–46 | Colômbia                |  | Ginásio Poliesportivo do Estádio Nacional, Santiago Árbitros: J. Oseguera |  |
| 27 de março de 2014 14:00 | Relatório | Placar por quarto: 18-12, 8-8, 14-12, 19-14 |       |                         |  | Ginásio Poliesportivo do Estádio Nacional, Santiago Árbitros: J. Oseguera |  |
| 27 de março de 2014 14:00 | Relatório | Pts: Cristián Gómez 23                      |       | Rbts: Rodney Hawkins 17 |  | Ginásio Poliesportivo do Estádio Nacional, Santiago Árbitros: J. Oseguera |  |

| 27 de março de 2014 16:00 | Relatório | Venezuela                                    | 77–46 | Uruguai                 |  | Ginásio Poliesportivo do Estádio Nacional, Santiago Árbitros: M. Quintana |  |
| 27 de março de 2014 16:00 | Relatório | Placar por quarto: 24-8, 14-12, 22-10, 17-16 |       |                         |  | Ginásio Poliesportivo do Estádio Nacional, Santiago Árbitros: M. Quintana |  |
| 27 de março de 2014 16:00 | Relatório | Pts: Felipe Aracort 28                       |       | Pts: Daniel Martínez 18 |  | Ginásio Poliesportivo do Estádio Nacional, Santiago Árbitros: M. Quintana |  |

| 27 de março de 2014 18:00 | Relatório | Chile                                     | 20–86 | Brasil                  |  | Ginásio Poliesportivo do Estádio Nacional, Santiago Árbitros: K. Molina |  |
| 27 de março de 2014 18:00 | Relatório | Placar por quarto: 6-19, 2-17, 8-29, 4-21 |       |                         |  | Ginásio Poliesportivo do Estádio Nacional, Santiago Árbitros: K. Molina |  |
| 27 de março de 2014 18:00 | Relatório | Pts: Guillermo Ramírez 6                  |       | Pts: Júnior da Silva 18 |  | Ginásio Poliesportivo do Estádio Nacional, Santiago Árbitros: K. Molina |  |

| 28 de março de 2014 10:00 | Relatório | Uruguai                                    | 23–67 | Argentina           |  | Ginásio Poliesportivo do Estádio Nacional, Santiago Árbitros: K. Molina |  |
| 28 de março de 2014 10:00 | Relatório | Placar por quarto: 8-16, 10-20, 1-14, 4-17 |       |                     |  | Ginásio Poliesportivo do Estádio Nacional, Santiago Árbitros: K. Molina |  |
| 28 de março de 2014 10:00 | Relatório | Pts: Daniel Martínez, José Ibarra 8        |       | Pts: Daniel Copa 13 |  | Ginásio Poliesportivo do Estádio Nacional, Santiago Árbitros: K. Molina |  |

| 28 de março de 2014 12:00 | Relatório | Brasil                                        | 85–55 | Venezuela              |  | Ginásio Poliesportivo do Estádio Nacional, Santiago Árbitros: J. Oseguera |  |
| 28 de março de 2014 12:00 | Relatório | Placar por quarto: 15-10, 19-10, 30-20, 21-15 |       |                        |  | Ginásio Poliesportivo do Estádio Nacional, Santiago Árbitros: J. Oseguera |  |
| 28 de março de 2014 12:00 | Relatório | Pts: Eric da Silva 16                         |       | Pts: Felipe Aracort 14 |  | Ginásio Poliesportivo do Estádio Nacional, Santiago Árbitros: J. Oseguera |  |

| 28 de março de 2014 14:00 | Relatório | Colômbia                                   | 75–27 | Chile                     |  | Ginásio Poliesportivo do Estádio Nacional, Santiago |  |
| 28 de março de 2014 14:00 | Relatório | Placar por quarto: 19-11, 19-4, 20-7, 17-5 |       |                           |  | Ginásio Poliesportivo do Estádio Nacional, Santiago |  |
| 28 de março de 2014 14:00 | Relatório | Pts: Jhon Hernández 21                     |       | Pts: Guillermo Ramírez 17 |  | Ginásio Poliesportivo do Estádio Nacional, Santiago |  |

| 29 de março de 2014 14:30 | Relatório | Argentina                                            | 61–66 | Brasil               | OT | Ginásio Poliesportivo do Estádio Nacional, Santiago Árbitros: K. Molina |  |
| 29 de março de 2014 14:30 | Relatório | Placar por quarto: 11-13, 9-22, 15-14, 22-8, OT: 4-9 |       |                      | OT | Ginásio Poliesportivo do Estádio Nacional, Santiago Árbitros: K. Molina |  |
| 29 de março de 2014 14:30 | Relatório | Pts: Daniel Copa, Adolfo Berdún 14                   |       | Pts: Marcos Silva 21 | OT | Ginásio Poliesportivo do Estádio Nacional, Santiago Árbitros: K. Molina |  |

| 29 de março de 2014 16:30 | Relatório | Uruguai                                      | 34–98 | Colômbia               |  | Ginásio Poliesportivo do Estádio Nacional, Santiago Árbitros: J. Oseguera |  |
| 29 de março de 2014 16:30 | Relatório | Placar por quarto: 10-26, 11-21, 10-22, 3-29 |       |                        |  | Ginásio Poliesportivo do Estádio Nacional, Santiago Árbitros: J. Oseguera |  |
| 29 de março de 2014 16:30 | Relatório | Pts: Daniel Martínez 12                      |       | Pts: Jhon Hernández 21 |  | Ginásio Poliesportivo do Estádio Nacional, Santiago Árbitros: J. Oseguera |  |

| 29 de março de 2014 18:30 | Relatório | Chile                                       | 41–74 | Venezuela              |  | Ginásio Poliesportivo do Estádio Nacional, Santiago Árbitros: M. Quintana |  |
| 29 de março de 2014 18:30 | Relatório | Placar por quarto: 6-20, 15-14, 12-21, 8-19 |       |                        |  | Ginásio Poliesportivo do Estádio Nacional, Santiago Árbitros: M. Quintana |  |
| 29 de março de 2014 18:30 | Relatório | Pts: Guillermo Ramírez 21                   |       | Pts: Felipe Aracort 29 |  | Ginásio Poliesportivo do Estádio Nacional, Santiago Árbitros: M. Quintana |  |

### Disputa pelo bronze
| 30 de março de 2014 11:30 | Relatório | Colômbia                                    | 74–42 | Venezuela              |  | Ginásio Poliesportivo do Estádio Nacional, Santiago Árbitros: M. Quintana |  |
| 30 de março de 2014 11:30 | Relatório | Placar por quarto: 19-8, 20-8, 14-16, 21-10 |       |                        |  | Ginásio Poliesportivo do Estádio Nacional, Santiago Árbitros: M. Quintana |  |
| 30 de março de 2014 11:30 | Relatório | Pts: Rodney Hawkins 22                      |       | Pts: Nelson Artigas 12 |  | Ginásio Poliesportivo do Estádio Nacional, Santiago Árbitros: M. Quintana |  |

### Final
| 30 de março de 2014 13:30 | Relatório | Brasil                     | 47–55 | Argentina              |  | Ginásio Poliesportivo do Estádio Nacional, Santiago Árbitros: J. Oseguera |  |
| 30 de março de 2014 13:30 | Relatório | Pts: Leandro De Miranda 27 |       | Pts: Carlos Esteche 21 |  | Ginásio Poliesportivo do Estádio Nacional, Santiago Árbitros: J. Oseguera |  |

## Classificação final
| Pos.   | País      |
| ------ | --------- |
| Ouro   | Argentina |
| Prata  | Brasil    |
| Bronze | Colômbia  |
| 4      | Venezuela |
| 5      | Uruguai   |
| 6      | Chile     |